# Poul Brink
 Der er for få eller ingen kildehenvisninger i denne artikel, hvilket er et problem. Du kan hjælpe ved at angive troværdige kilder til de påstande, som fremføres i artiklen.

Poul Kristian Andersen Brink (født 2. september 1953 i Vejen, død 23. oktober 2002 i København) var en dansk journalist og forfatter.
Poul Brink var oprindelig uddannet 1979 på Danmarks Radios regionalradio i Aarhus, Østjyllands Radio, og siden 1987 ansat på TV-Avisen i Aarhus. I 1991 flyttede han til TV-Avisen i København, hvor han var tilknyttet udlandsredaktionen med speciale i bl.a. Storbritannien.
Brink modtog i 1997 Cavlingprisen, danske journalisters fornemste hæderspris, for sine afsløringer af Thule-sagen: Hvordan den grønlandske og danske befolkning blev ført bag lyset ved at tillade amerikanske atomvåben på Thulebasen i Grønland på trods af den officielle danske atomvåbenpolitik, og hvorledes de danske og amerikanske regeringers dækkede over omstændighederne knyttet til Thuleulykken, hvor et amerikansk atombevæbnet B-52-bombefly styrtede ned nær Thulebasen i 1968. Året før han modtog Cavling-prisen blev Poul Brink politianmeldt for at have offentliggjort fortrolige dokumenter fra Thule-sagen. Anklagemyndigheden afviste senere at gå videre med anmeldelsen.
Brinks afdækning af den hemmelige danske atompolitik startede med, at han i 1986 blev opsøgt af Marius Schmidt, der var med til at rydde op efter flystyrtet, fordi mange af hans venner havde fået hudlidelser efter oprydningen. I begyndelsen var Poul Brink skeptisk, men han begyndte alligevel at grave i sagen. I næsten 10 år forskede han systematisk i afdækning af sagen, hvilket resulterede i hans bog Thule-sagen - løgnens univers i 1997, der bl.a. beskrev tidligere statsminister H.C. Hansens hemmelige accept af, at USA opbevarede atomvåben på Grønland. Hans afsløringer ændrede historieskrivningen om Danmarks rolle i den kolde krig.[kilde mangler].
Om hans journalistiske research kan man læse i dette citat fra hans forord i Thule-sagen - løgnens univers: "Jeg satte mig imidlertid ikke ned og valgte Thule-sagen, for ingen vidste jo dengang, at den eksisterede. Den udviklede sig, fordi mine interviews affødte spørgsmål, som krævede flere interviews, der rejste ny spørgsmål. Det var først efterhånden, bedragets størrelse blev kendt."
Poul Brink døde pludselig af et hjerteanfald under en løbetur den 23. oktober 2002, kun 49 år gammel, og efterlod sig hustru Estibaliz Hernández Marquínez og sønnen Kristian Brink. Han ligger begravet på Holmens Kirkegård i københavn.
Poul Brinks bog om Thule-sagen førte til en filmatisering, Idealisten, skrevet og instrueret af Christina Rosendahl. Filmen fik premiere i april 2015. Både i Poul Brinks bog og i filmen bliver det insinueret, at han blev skygget af ukendte personer fra slutningen af 1980erne til de tidlige 1990ere. Dette kan ikke bekræftes af tredjepart.